# Osiedle Niepodległości (Chrzanów)
Osiedle Niepodległości – osiedle w Chrzanowie położone w jego północno-wschodniej części, o statusie jednostki pomocniczej gminy Chrzanów.
Graniczy z osiedlami Północ–Tysiąclecie i Śródmieście od zachodu, osiedlem Kościelec od południa oraz z gminą Trzebinia od północy i wschodu.
Na osiedlu Niepodległości znajduje się chrzanowski dworzec PKS, Centrum Handlowe MAX, supermarket Netto, szkoła podstawowa i liceum.

## Historia
Obszar Osiedla Niepodległości można podzielić na trzy mniejsze części, a są to: Bereska – osiedle domów jednorodzinnych, rozsianych w rejonie autostrady A4 – oraz dwa osiedla bloków z wielkiej płyty, pierwsze nazywane osiedlem „Trzebińska“, a drugie – właściwym osiedlem „Niepodległości“ (pierwotnie miały one nosić nazwy odpowiednio Osiedle Krakowskie I i Osiedle Krakowskie II, ale nie są one obecnie stosowane). Budowa bloków mieszkalnych rozpoczęła się na tym terenie w drugiej połowie lat 70. XX wieku.

## Obszar osiedla
Osiedle obejmuje następujące ulice (wyróżniono ulicę graniczną): Bereska, Berłowa, Europejska, Groble, Kanałowa, Kwiatowa, Gen. Maczka, Niepodległości, Okrzei, Orla, Gen. Prądzyńskiego, Sikorskiego, Gen. Sosnkowskiego, Szpitalna (numery nieparzyste od początku ulicy do mostu na rzece Chechło), Trzebińska, Kard. Wyszyńskiego, Żmudna.